# Saison 2011-2012 du Football Club féminin Hénin-Beaumont
 (octobre 2014).
Maillots
Dernière mise à jour : 25 mai 2012.
Chronologie
Saison précédente Saison suivante
La saison 2011-2012 du Football Club Féminin Hénin-Beaumont, qui débute le 4 septembre 2011 et qui se termine le 3 juin 2012 est la quarantième saison du club depuis sa fondation le 12 mai 1972. C'est aussi la première saison du FCF sans Philippe Piette, ayant quitté le club après la saison 2010-2011 d'un commun accord avec les dirigeants du club, laissant la place à Yannick Ansart, ancien international français de équipe de France de Futsal et entraîneur du Futsal Club Béthunois ayant un passé de joueur de football, notamment avec la réserve du Racing Club de Lens qu'il a côtoyé pendant six saisons[réf. souhaitée]. Le FCF reprend l'entraînement le 1er août 2011.

## Déroulement de la saison

### Inter-saison
Le premier départ est celui de Philippe Piette, ayant effectué son dernier match à la tête du FCF le 29 mai 2011 contre le FCF Juvisy. Yannick Ansart est appelé à remplacer l'ancien entraîneur. Un autre départ qui fait mal est celui de Marion Mancion, la gardienne numéro un du FCF signe avec Juvisy; elle n'est pas seule à suivre le trajet pour Juvisy car Julie Debever signe aussi pour pallier les départs de Sophie Svaluto et de Manon Pourtalet. La milieu de terrain Laurie Dacquigny quitte le club pour l'Arras Football en deuxième division après six saisons avec le club héninois.

### Pré-saison
Le FCF reprend l'entraînement le 1er août. Le 6 août 2011, les héninoises jouent le premier match de pré-saison 2011-2012 face au Standard Fémina de Liège, championne de Belgique au Stade de Sclessin. Privée de Marie Schepers et Pauline Crammer, le FCF s'incline dans son premier match de pré-saison sur un score sans appel de six buts à zéro grâce à des buts de Lieke Martens, Justine Blave, Maud Coutereels, Imke Courtois à deux reprises et Audrey Demoustier. À noter que Liège jouait son quatrième match amical de la saison.

### Débuts difficiles

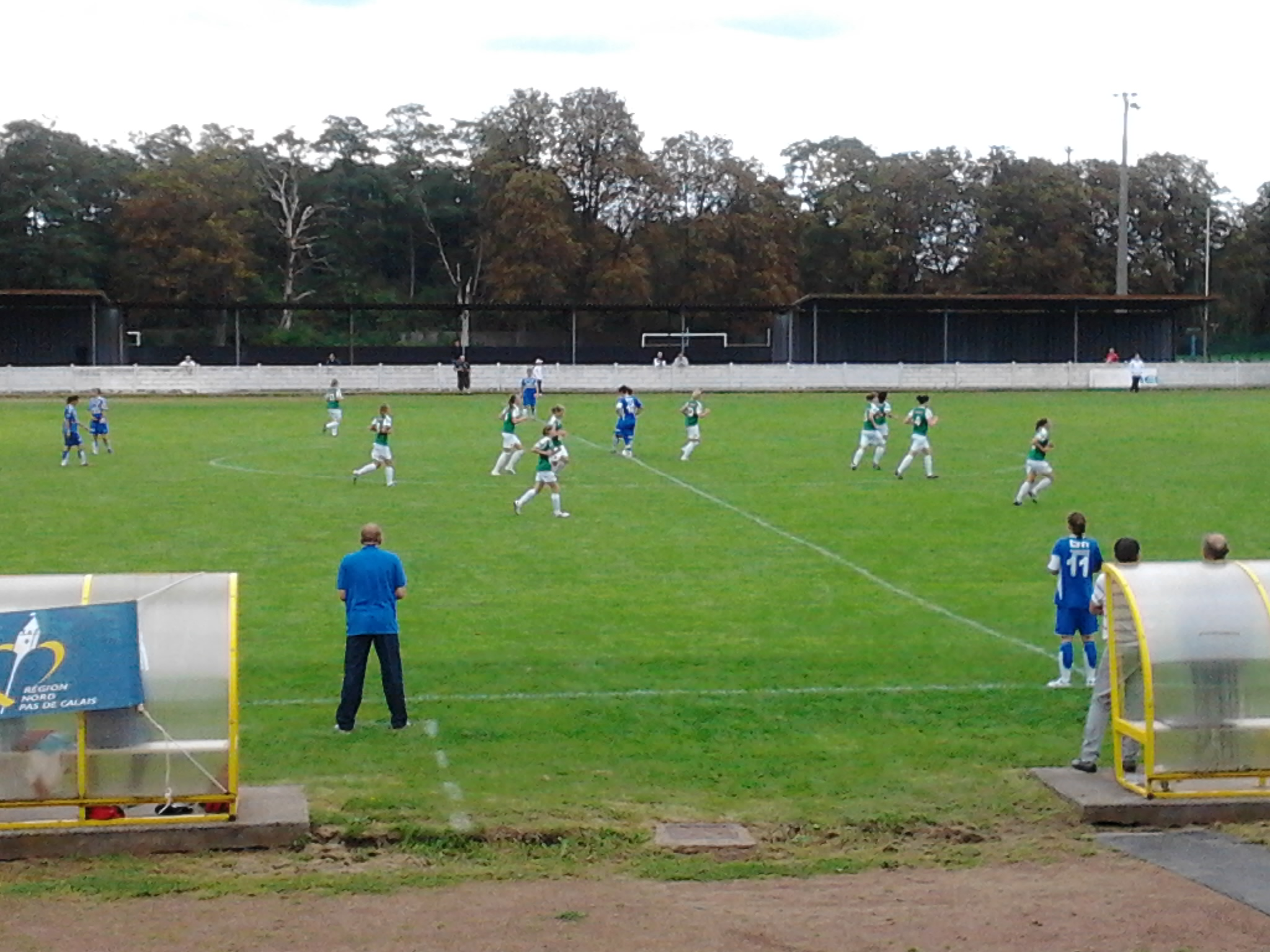
Joueuses du FCF Hénin-Beaumont, revenant dans leur camp après le but d'Aurélie Desmaretz.

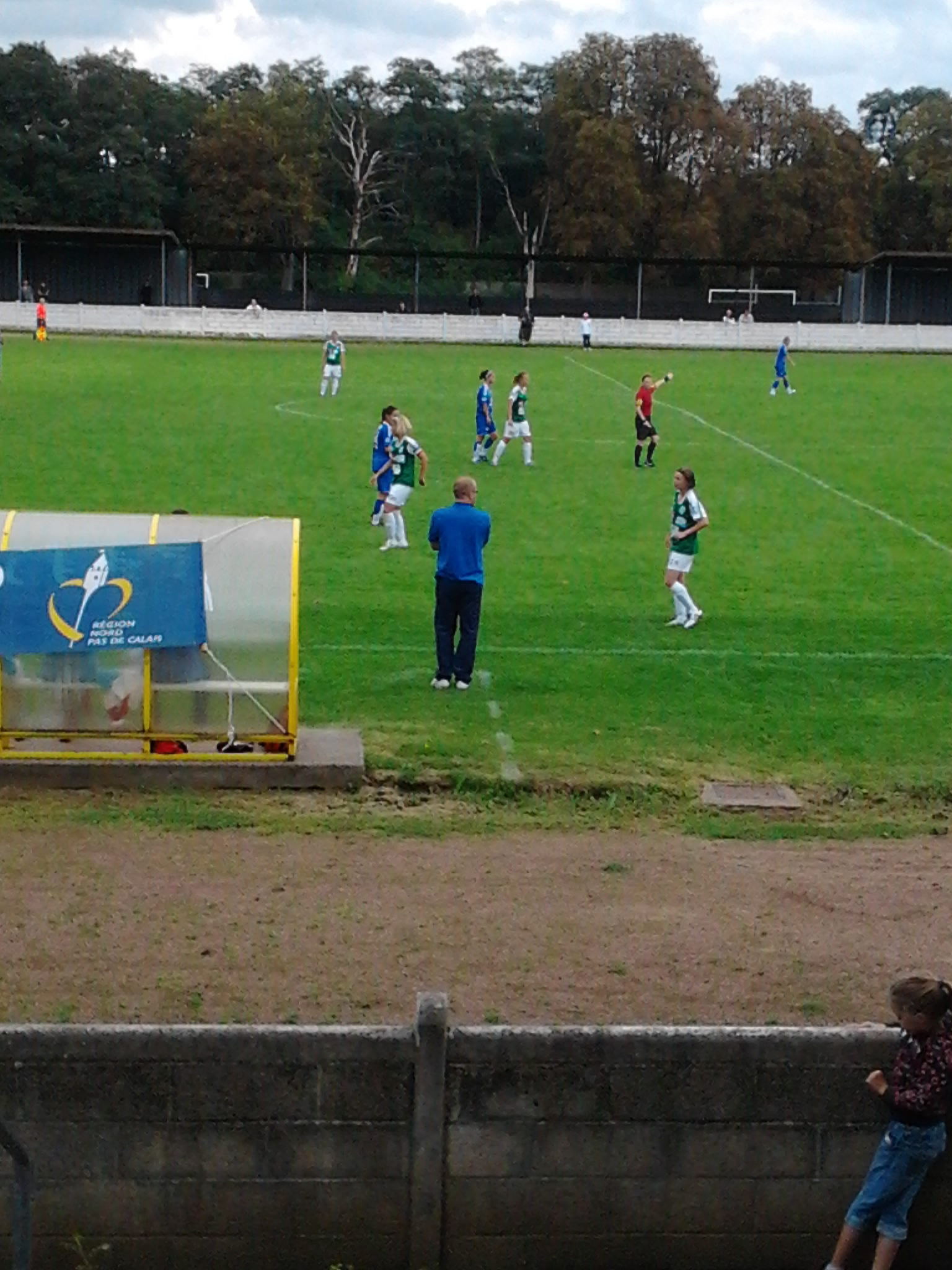
Yannick Ansart, lors de son premier match sur le banc héninois.

Le premier match de la saison pour les héninoises et Yannick Ansart est contre le FCF Yzeure. La dernière confrontation à Birembaut avait laissé un goût amer aux joueuses car elles s'étaient inclinées sur un score de 2-0. Néanmoins, le FCF ne peut compter sur Pauline Crammer et Tiphanie Monsauret ayant des problèmes d'adducteurs ainsi que Céline Musin, la gardienne de but, étant revenu dans son club formateur après deux années à Leers, ayant un retard de licence. Le match débute doucement mais Anaïs Ribeyra en profite pour ouvrir le score à la 21e après une erreur de la défense et trompait Celia Degorgue, la gardienne remplaçante.  Après ce but encaissé, les héninoises se procurent de nombreuses occasions et Yannick Ansart s'égosille sur le bord du terrain en voyant quelques erreurs au milieu de terrain.
Le score à la mi-temps est de 0-1. Pendant le match, la chaîne de télévision régionale Wéo, fait un reportage sur le match et interviewe le président du FCF ainsi que quelques spectateurs. Le match reprend et les héninoises ne mettent que sept minutes à égaliser grâce à Aurélie Desmaretz qui traverse toute la défense d'Yzeure et lobe la gardienne Thaís Helena Da Silva. Les héninoises poussent leurs adversaires dans leurs derniers retranchements mais, malgré un tir sur le poteau, le score reste de 1-1.
L'entraîneur Yannick Ansart déclare que le match fut correct malgré quelques occasions non converties.

Les héninoises effectuent un déplacement très difficile dès la deuxième journée en se déplaçant chez l'Olympique lyonnais. Lors de la première journée, les lyonnaises n'avaient pas fait de détails contre le promu Vendenheim, remportant le match 10-0. Les joueuses de Yannick Ansart, qui ont concédé le nul sur leur pelouse contre Yzeure la semaine précédente, doivent s'attendre à voir les lyonnaises faire un football de haut niveau. Le FCF voudrait rééditer l'exploit de 2009 où Hénin avait battu Lyon au Stade Raymond-Delabre 3-1. Sur la feuille de match, Patrice Lair ne positionne que des internationaux. À noter que Lair doit se priver de la capitaine Sandrine Dusang, blessée au genou et de Sandrine Brétigny ayant elle aussi des problèmes de genou Après avoir résisté pendant trente-huit minutes, les héninoises craquent et Camille Abily ouvre le score permettant aux lyonnaises de rentrer aux vestiaires avec un avantage de 1-0 à la mi-temps. Néanmoins, les choses se gâtent pour Hénin qui encaisse trois buts en quatre minutes, des réalisations d'Élodie Thomis, Lara Dickenmann et Lotta Schelin, portant le score à 4-0 à la cinquante-sixième minute. La gardienne Degorgue n'est pas au bout de ses peines; la costaricienne Shirley Cruz Traña porte le score à 5-0. Schelin réussit à marquer un coup du chapeau plus tard dans la rencontre et Amandine Henry marque deux buts qui parachève le succès sans appel des lyonnaises contre des héninoises dépassées 9-0. 

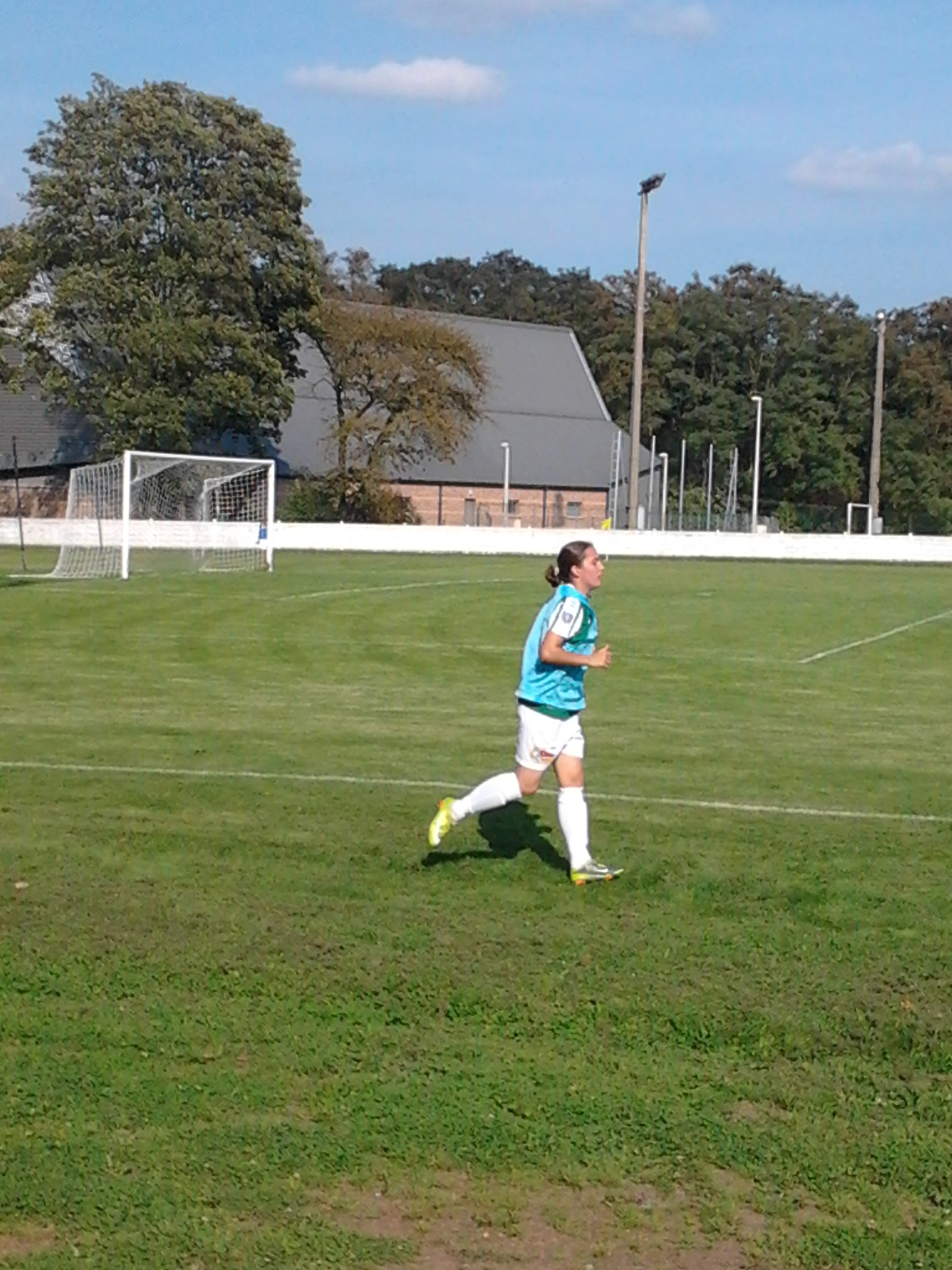
Tiffany Monsauret, s'entraînant à la mi-temps de Hénin/Juvisy. Elle entrera à la cinquante-sixième minute à la place d'Hélène Delebarre

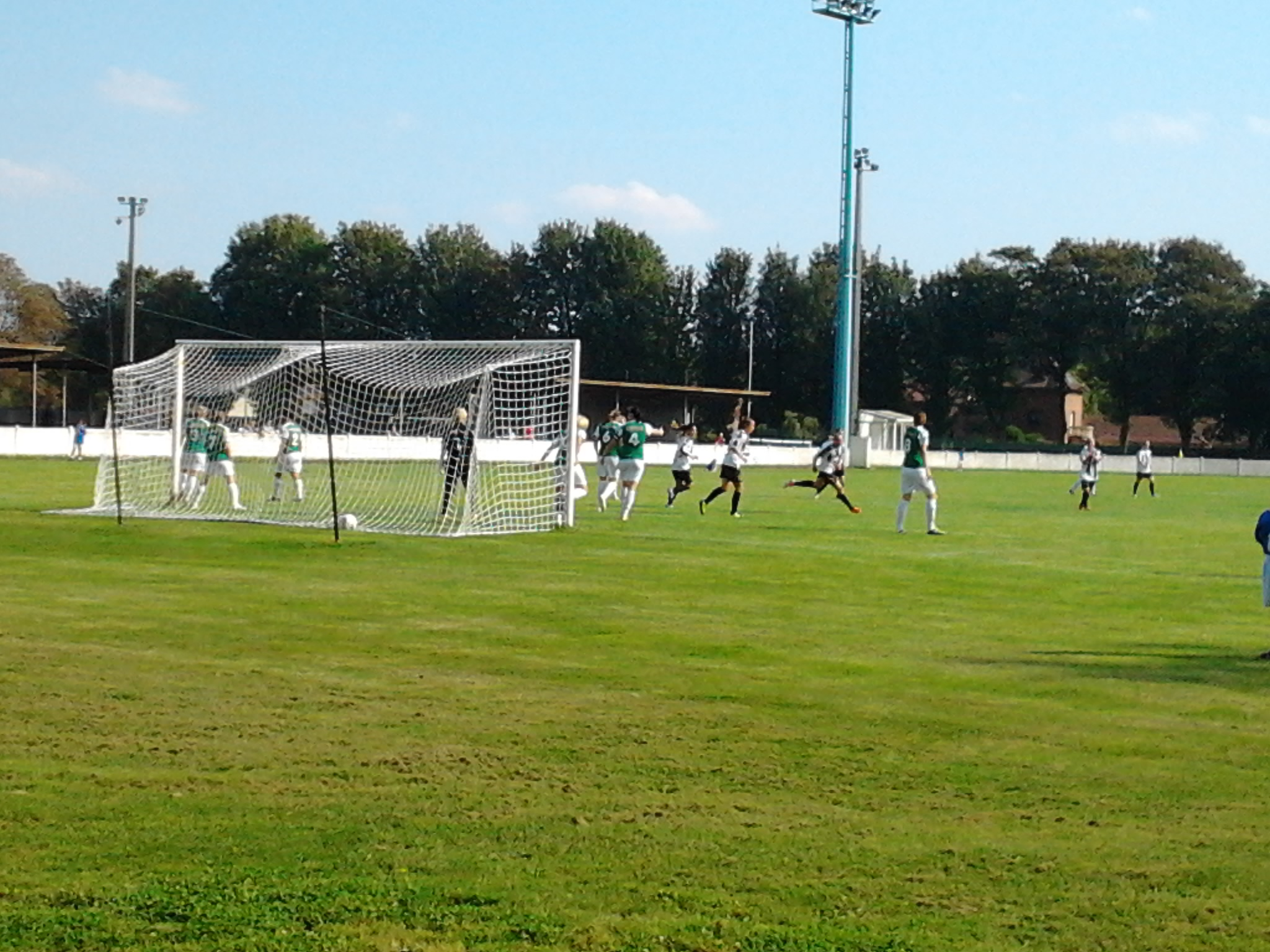
But de Nelly Guilbert, portant le score à 3-0 pour Juvisy.

Après avoir défié l'ogre lyonnais sur la pelouse du Stade Gerland, les héninoises reçoivent le FCF Juvisy, deuxième meilleure équipe de France. Ayant montré des bonnes choses contre Lyon avant de s'écrouler, les héninoises sont capables d'accrocher un match nul. Juvisy a gagné ses deux premiers matchs de la saison contre l'ASJ Soyaux 5-0 et contre Vendenheim dans un match serré 6-3. L'ancienne gardienne de but d'Hénin, Marion Mancion, est sur le banc et revient pour la première fois à Hénin-Beaumont depuis son départ.

Néanmoins, les héninoises font un mauvais début de match et encaissent un but dès la neuvième minute de jeu, sur un ballon mal dégagé qui permet à Amélie Coquet, ancienne joueuse du Football Club Féminin d'Hénin, de faire trembler les filets. Il ne fallait pas être en retard car Juvisy fait le break après un coup franc de Gaëtane Thiney, repris par Julie Machart.

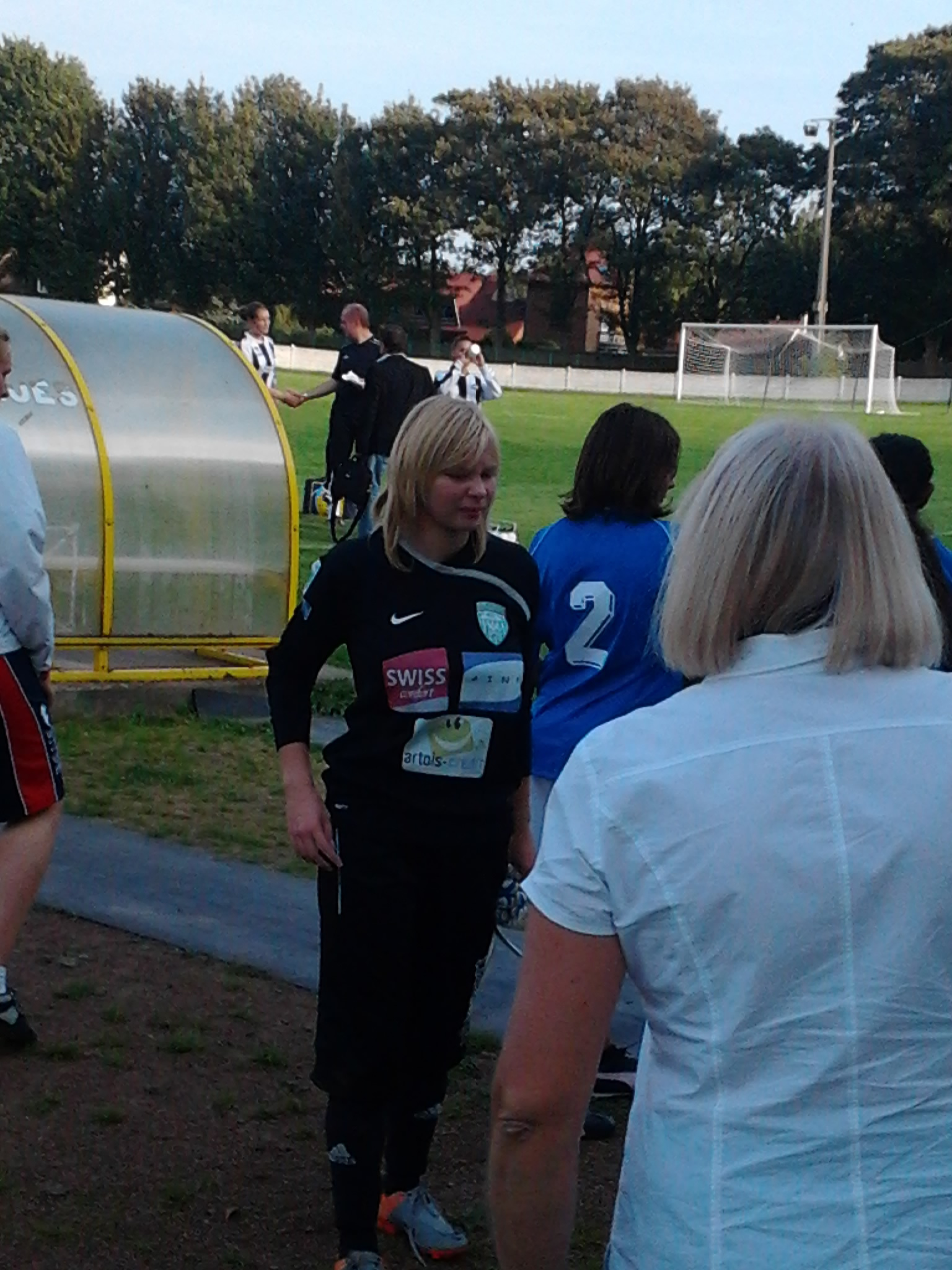
Célia Degorgue, après le match, se dirigeant vers les tribunes.

Quatre minutes plus tard, Nelly Guilbert marque le troisième but du match sur un corner après que le ballon a traîné pendant un moment dans la surface. Machart marque un quatrième but pour Juvisy et le score est de 4-0 après les quarante-cinq premières minutes. La seconde mi-temps commence comme la première a commencé et Julie Machart marque un hat-trick après avoir repris un centre d'Amélie Coquet. Les héninoises n'arrivent à se procurer des occasions et butent contre la défense de Juvisy. Juvisy déroule et Stéphanie Léocadie ainsi que Inès Dhaou se joignent à la fête en marchant chacune un but. Machart marque un quatrième but. La rencontre se termine par une nouvelle défaite 9-0 du FCF Hénin, qui devient la plus mauvaise attaque et défense du championnat.
Hénin se déplace à Vendenheim pour le compte de la quatrième journée du championnat. Il faut annoncer d'abord le retour de Céline Muslin dans le groupe héninois, après quelques problèmes de licence. Le match débute et les locaux ouvrent le score par l'intermédiaire de Aurélie Mula à la trente-deuxième. Le score à la mi-temps est de 1-0 mais le match est une parfaite copie de celui contre les lyonnaises et Vendenheim inscrit six buts en seconde période, clôturant le match à 7-0.
Les héninoises n'arrivent pas à sortir la tête de l'eau et s'inclinent contre Soyaux 4-0 à Birembaut après avoir encaissé trois buts en première mi-temps. Declercq et Crammer butent sur la gardienne de Soyaux Marine Lafon ou le poteau.
Le club héninois est victime d'un séisme à l'annonce de la démission de leur président Bertrand Dumortier, deux jours avant le match contre Montpellier pour des raisons personnelles. Les héninoises continuent leur série noire après des défaites contre Montpellier, qui ne fait pas de cadeau aux joueuses de Yannick Ansart, qui s'inclinent 6-0; Le mardi 18 octobre, le conseil d'administration se réunit et c'est le vice-président Pascal Scheppers qui est élu pour un intérim au poste de président. Le nouveau président déclare qu'il y a de grandes chances qu'il reste jusqu'à la fin de la saison et que le club va avoir le soutien de la mairie.
Rigoberte M'Bah, ancienne joueuse de l'équipe ayant eu des problèmes de papiers et d'autorisation de séjour la saison précédente, risquant de se faire expulser resigne avec le club héninois et reprend l'entraînement le mardi 25 octobre et est titularisé lors du match suivant. Néanmoins, cela n'empêche pas l'équipe de s'incliner 3-0 sur la pelouse de Saint-Etienne.

### La réaction?

Léa Declercq se heurte à Emmeline Mainguy mais Hénin remporte son premier match de la saison 6-0.

Le 4 novembre 2011, le Football club féminin organise son tournoi de poker qui voit la victoire de son défenseur Charlotte Blanchard. Deux jours plus tard; les héninoises reçoivent l'En Avant Guingamp à Birembaut. Première surprise sur la feuille de match, la titularisation de Claire Jacob, jeune gardienne, évoluant avec l'équipe réserve. De plus, Aurélie Desmaretz a déclaré forfait pour ce match à cause d'une blessure à la cheville. Une nouvelle qui n'a pas laissé le club indifférent est le transfert de Claire Lavogez, une des deux internationales espoirs du club, à Montpellier. Mais Guingamp peut douter car sur leurs trois matchs disputés à l'extérieur jusque-là cette saison, à chaque fois l'équipe s'est inclinée. Dès le début du match, la gardienne Jacob réussit un arrêt devant Sophie Rissoan. La remplaçante de Desmaretz, Estelle Ancemot, ouvre le score en trompant Emmeline Mainguy. L'équipe n'avait marqué qu'un seul but durant la saison, contre Yzeure lors de la première journée de championnat. En seconde période, Rachel Saïdi fait le break avant que Ancemot s'offre un doublé. Pauline Cousin qui avait raté une occasion en début de match marque à son tour face à une défense désabusée. 

Scène de joie à la fin du match contre Guingamp: La capitaine Marie Schepers (#8) tombe les bras d'une de ses coéquipières aux côtés de Charlotte Blanchard (#2). Rachel Saïdi (#10) fête la victoire avec à ses côtés Gwendoline Rossi. Rigoberte M'Bah, en arrière-plan sourit après cette première victoire.

Saïdi inscrit un doublé et la capitaine Marie Schepers clôt le festival à 6-0. Cette première victoire de la saison permet aux héninoises de quitter la dernière place du championnat et de se classer onzième. Cette victoire a d'ailleurs été saluée par le sélectionneur Bruno Bini.
Le club en confiance se déplace la semaine suivante à Muret, classé juste devant les héninoises,. En cas de victoire, le FCF pourrait revenir à deux points du premier non-relégable. Le match commence très bien car Pauline Cousin reprend de la tête un centre, ouvrant le score après deux minutes de jeu. Néanmoins, Céline Faure, sur un coup franc direct, trompe Jacob, égalisant. Hénin se procure de nombreuses occasions mais doit se heurter à la défenseur Julie Simon, qui sauve à deux reprises son camp. Saïdi permet à son équipe de reprendre l'avantage juste avant la mi-temps et Léa Declercq enfonce le clou après l'heure de jeu après un débordement. Laura Asencio fera trembler le FCF jusqu'au bout en réduisant l'écart à quelques minutes du terme mais les joueuses tiennent leur deuxième victoire (consécutive) de la saison. Yannick Ansart qualifiera ce match de "vrai guet-apens" et félicite l'ensemble de son équipe : "Cette équipe n'est plus du tout la même qu'il y a un mois".

### Du courage et des efforts

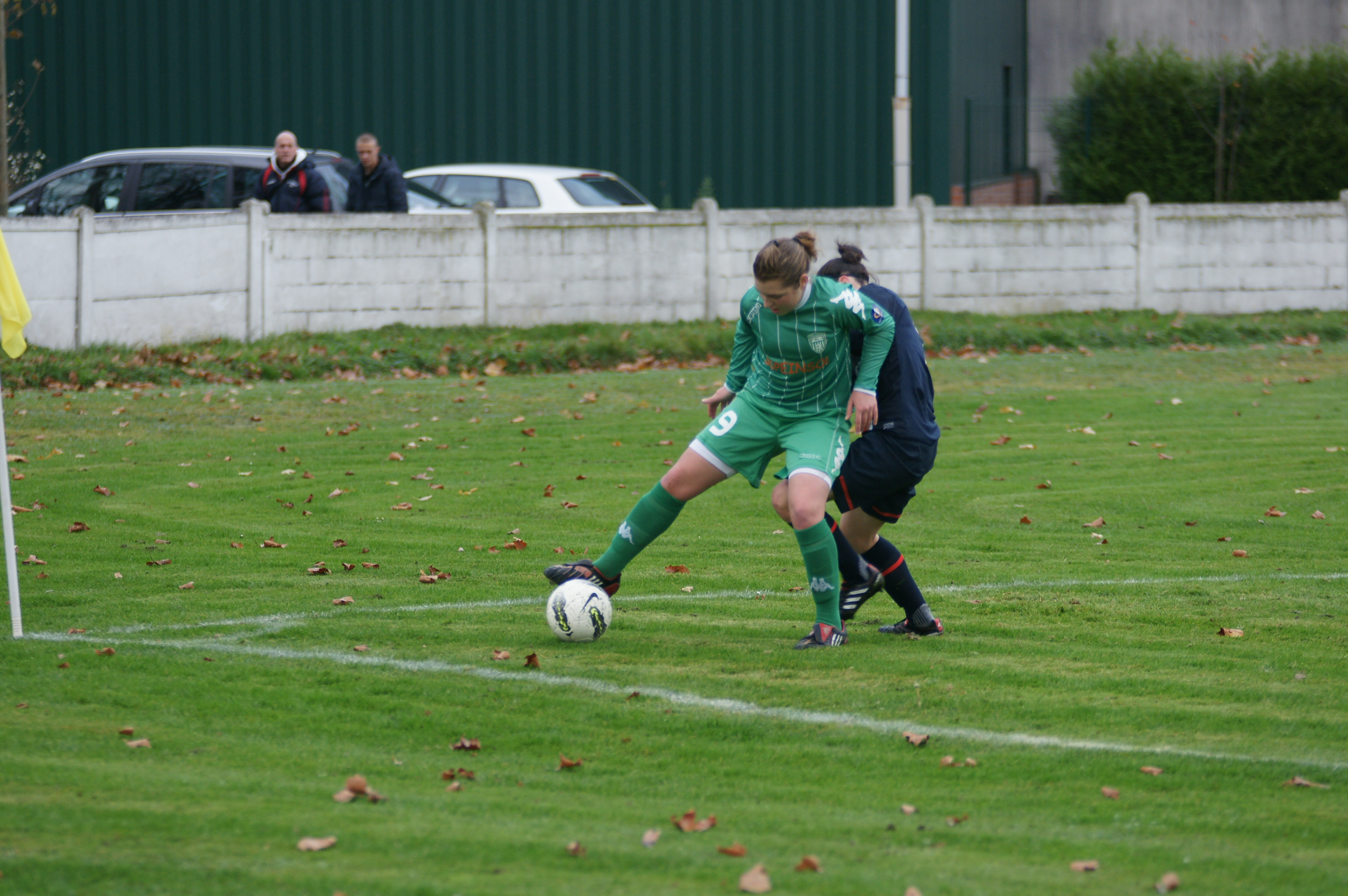
Estelle Ancemot, à la lutte pour le contrôle du ballon contre le Paris SG.

Après leurs deux victoires, Hénin-Beaumont reçoit le Paris Saint-Germain de Elise Bussaglia. Hénin est parvenu à battre le PSG en 2009 et en 2011, les supporters espèrent que leurs joueuses vont réaliser la passe de trois. Les héninoises ne font pas de cadeau aux parisiennes et obligent Véronique Pons à intervenir à deux reprises en début de match. Néanmoins, Jessica Houara tente sa chance à l'entrée de surface, Jacob touche le ballon mais ne peut l'empêcher de rentrer. Après une longue touche, Gwendoline Rossi dégage comme elle peut le ballon qui se retrouve dans les pieds de Caroline Pizzala qui décoche une frappe de trente mètres lobant la gardienne, avancée, avant de pénétrer dans la cage. Plus tard, un choc entre Ella Masar et Claire Jacob laisse des traces et les joueuses restent pendant un moment.
Hénin est mené à la mi-temps par 2-0 mais après la pause, c'est un autre visage que les héninoises montrent, n'arrivant pas à réitérer leur belle première période, devenant plus hésitante dans le jeu. Jacob n'est pas en réussite et se fait une nouvelle fois lober par Kenza Dali, démarquée, le long de la ligne de touche. Trois minutes plus tard, Laure Boulleau déborde sur l'aile, adressant un centre à ras-de-terre pour Nora Coton-Pélagie qui rate le ballon mais Gwenaëlle Devleesschauwer, emportée par son élan, envoie le ballon dans ses propres cages. Malgré le score, la gardienne héninoise ne baisse pas les bras et réalise quelques arrêts, évitant ainsi une défaite sur un score fleuve. Hénin s'incline après deux victoires et Paris continue sa route avec pour objectif de rester en contact de Juvisy et Lyon.

Cette défaite donne un coup de frein aux héninoises. La semaine suivante, les filles d'Ansart se rendent à Rodez, qui est sur une série de quatre défaites consécutives. Le match commence mal pour les nordistes qui encaissent un but dès le début du match sur un coup franc de Agathe Calvie repris de la tête par Flavie Lemaître. Les locaux dominent le match mais Rachel Saïdi égalise peu avant l'heure de jeu grâce à un coup franc qui passe juste sous la barre d'Amélie Fabries. Néanmoins, l'équipe craque sur la fin de match et encaisse deux buts de Zohra Ayachi et de Marine Augis pour une défaite 3-1. Hénin-Beaumont reçoit, la semaine suivante, les redoutables lyonnaises dans un Stade Octave-Birembaut rempli avec huit cents spectateurs, meilleure influence de la saison. Les héninoises font le siège de leur camp dès le début du match avant d'encaisser un but à la quinzième minute de jeu par Eugénie Le Sommer profitant d'une mauvaise sortie de Claire Jacob. Néanmoins, Hénin résiste et la chance tourne sur une mauvaise relance de Céline Deville dans les pieds d'Aurélie Desmaretz qui lobe la gardienne, égalisant pour son équipe. Ce n'est que le troisième but encaissé pour les lyonnaises cette saison après Montpellier, le 12 octobre et Juvisy, il y a tout juste une semaine avant ce match. 

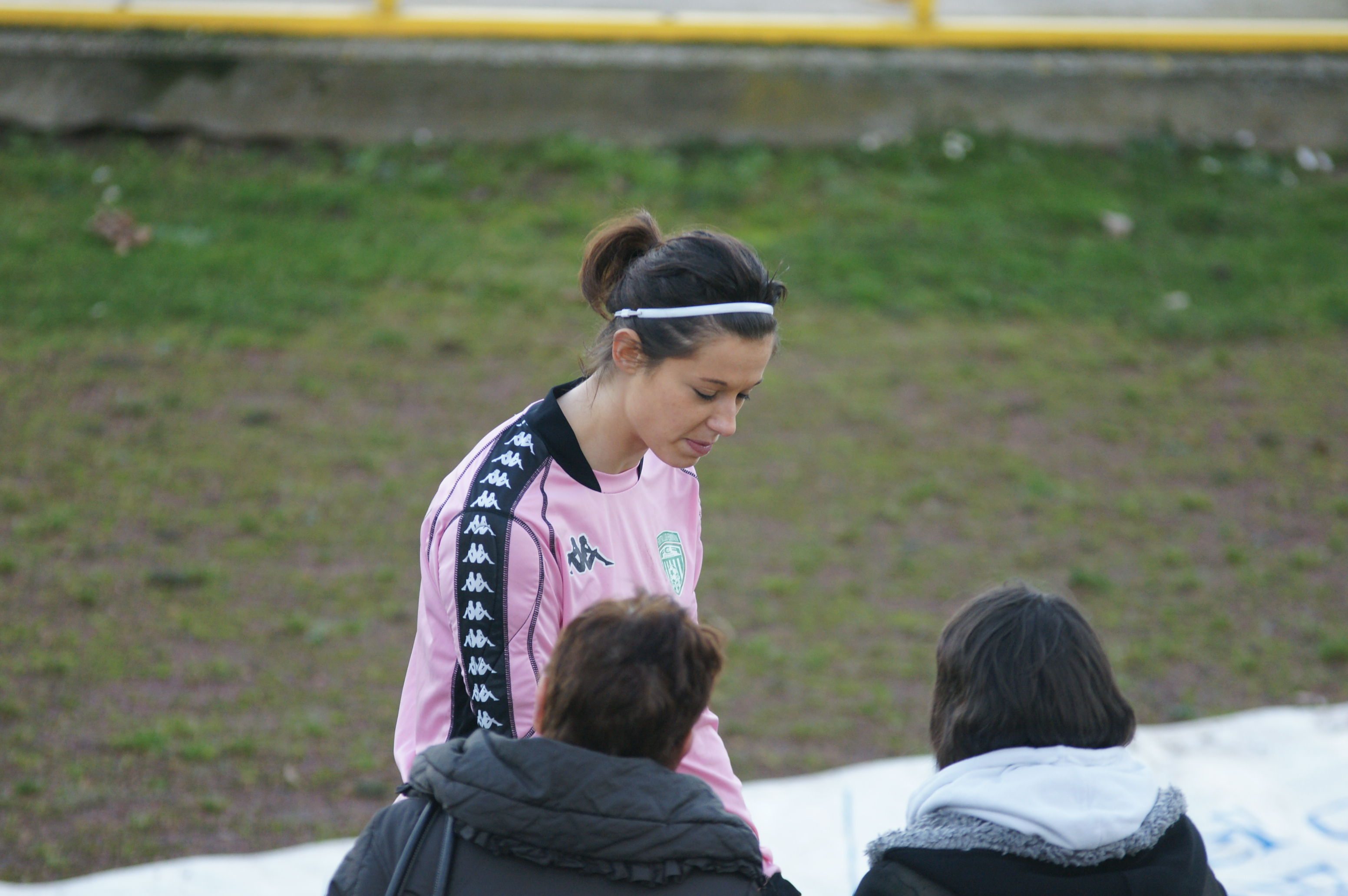
Céline Musin retrouve sa place de gardienne titulaire à Juvisy.

 Cependant, Wendie Renard ne permet aux joueuses de Yannick Ansart de croire longtemps à l'exploit, reprenant de la tête un coup franc de Louisa Necib qui fait trembler les filets des locaux. À la mi-temps, le score est de 2-1 en faveur des protégées de Patrice Lair mais Le Sommer remet les héninoises à leur place en inscrivant un doublé dès le retour des vestiaires. Lara Dickenmann dans la foulée deux buts sur des ballons mal dégagé dans la surface de réparation. Après l'heure de jeu, Renard inscrit à son tour un doublé en fusillant Jacob sur une attaque rapide qui provoquera la colère de Yannick Ansart sur un éventuel hors-jeu. La joueuse Charlotte Blanchard aura des mots envers le corps arbitral de Émilie Mougeot, elle sera suspendu de quatre matchs ferme par la commission de discipline le 5 janvier 2012.
Le 3 janvier 2012, le club enregistre l'arrivée d'Alexandre Kotowski comme nouvel entraîneur des gardiennes, permettant à celui-ci d'avoir sa première expérience à ce niveau, entraînant la saison précédente les sections jeunes du FC Lillers dont l'équipe première évoluait en Promotion Excellence (soit douzième division). Pour son premier match de cette nouvelle année, Hénin se déplace à Juvisy. Céline Musin retrouve sa place dans les cages héninoises pour cette nouvelle année alors que de l'autre côté du terrain c'est Marion Mancion, qui joue son premier match comme titulaire,. Dès la dix-septième minute de jeu, Amélie Coquet centre pour Laetitia Tonazzi qui reprend victorieusement de la tête, trompant Musin. Inès Dhaou, sur une passe en profondeur, bat de sang-froid la gardienne héninoise, doublant la mise quelques minutes plus tard. Cinq minutes plus tard, Pauline Cousin profite d'un arrêt de Mancion sur un coup franc de Saïdi pour réduire la marque avant que Tonazzi remet deux buts d'avance avant la mi-temps pour Juvisy. Peu après l'heure de jeu, Estelle Ancemot profite d'une erreur de l'ancienne gardienne héninoise pour décrocher un tir de quarante mètre qui permet à Hénin-Beaumont de revenir à un but. Malgré cela, Tonazzi et Charlotte Fernandes profitent de balles en profondeur pour achever le club nordiste qui doit s'incliner sur un score cinglant de 5-2. Quelques jours plus tard, Yannick Ansart est l'invité de l'émission En Pleine Lucarne sur la radio RBM 99.6, radio associative du Bassin Minier. Le 11 janvier, l'équipe apprend que leur adversaire en trente-deuxième de finale de la Coupe de France sera l'équipe de Vendenheim, équipe qu'elles devront affronter cette semaine justement, le 15 janvier.

### Des victoires héninoises
Après une semaine chargée, l'équipe reçoit les alsaciennes de Vendenheim. Dès le début de match, Pauline Crammer ouvre les hostilités après seulement deux minutes de jeu sur un tir croisé qui trompe Loanne Schneider, permettant à l'originaire de Cucq d'ouvrir son compteur pour cette saison. Quelques minutes plus tard, Aurélie Desmaretz, d'un tête lobée marque le deuxième but héninois. Néanmoins, les joueuses d'Ansart se relâchent et encaissent un premier but à la onzième minute de jeu par Cynthia Duteil sur une erreur de marquage, avant de se faire rattraper à la seizième par Joanna Schwartz qui sur un contre favorable permet aux visiteurs d'égaliser. L'intenable Crammer fait reprendre l'avantage à son équipe en reprenant de la tête un coup franc de Marie Schepers. Avec un score 3-2 à la mi-temps, les deux équipes reviennent sur le terrain mais avec plus d'hésitation et un jeu se cantonnant au milieu de terrain. Après une combinaison, Rachel Saïdi enfonce le clou et marque le quatrième but de son équipe peu après l'heure de jeu qui sera le dernier; Hénin-Beaumont s'impose 4-2.
Le 19 janvier, la préfecture refuse une nouvelle fois d'accorder un titre de séjour à Rigoberte M'Bah quelques jours après le début de son contrat fédéral. La joueuse a donc un mois pour quitter le pays mais son avocat Maître Lequien annonce qu'il va saisir le tribunal administratif.
Quelques jours après ce nouveau coup de massue sur le club, l'équipe se déplace à Soyaux se trouvant juste derrière Hénin au classement. Après un début de match où les deux équipes se rendent coup pour coup, Desmaretz profite d'un ballon perdu dans la défense pour lober la gardienne adverse Rebecca Spencer et ouvrir le score pour les héninoises. Soyaux tente de revenir en se créant de multiples occasions mais Hénin rate plusieurs fois le break sur des contre-attaques. Malgré une fin de match stressante, les nordistes remportent ce précieux match. Après cette victoire, Hénin-Beaumont se retrouve à trois points du premier non-relégable.
Après ces deux victoires, les héninoises se déplacent à Montpellier et Pauline Cousin ouvre le score dès les premières minutes de jeu mais le club nordiste arrive à tenir le score et se fait égaliser par Marie-Laure Delie avant de sombrer face à une équipe montpellieraine, pratiquant un football de haut-niveau, perdant finalement sur un score de 5-1. Les joueuses d'Ansart doivent attendre un an avant de jouer leur prochain match de championnat recevant Saint-Étienne. Les héninoises parviennent à ouvrir le score par Pauline Crammer d'une frappe lointaine. Hénin parvient à conserver le score malgré les assauts stéphanoises et remporte ce match 1-0, revenant à un petit point d'Yzeure, premier non-relégable

## Joueuses et staff

### Transferts
| Été 2011           |             |                               |                        |                            |
| Nom                | Nationalité | Transfert                     | Provenance/Destination | Division                   |
| Arrivées           |             |                               |                        |                            |
| Céline Musin       | France      | Transfert                     | Leers omnisports       | Division 2                 |
| Maureen Staquet    | France      | Transfert                     | Leers omnisports       | Division 2                 |
| Emilie Chabel      | France      | Transfert                     | US Rouvroy             | Championnat Inter-régional |
| Tiffany Monsauret  | France      | Transfert                     | Leers omnisports       | Division 2                 |
| Pauline Cousin     | France      | Intégration à l'équipe sénior |                        |                            |
| Départs            |             |                               |                        |                            |
| Marion Mancion     | France      | Transfert                     | FCF Juvisy             | Division 1                 |
| Julie Debever      | France      | Transfert                     | FCF Juvisy             | Division 1                 |
| Laurie Dacquigny   | France      | Transfert                     | Arras Football         | Division 2                 |
| Camille Lewandoski | France      | Fin de contrat                |                        |                            |
| Latifa Abdallah    | France      | Fin de contrat                |                        |                            |

| Saison 2011-2012 |             |           |                        |            |
| Nom              | Nationalité | Transfert | Provenance/Destination | Division   |
| Départs          |             |           |                        |            |
| Claire Lavogez   | France      | Transfert | Montpellier HSC        | Division 1 |

## Rencontres de la saison

### Championnat de France
| Date         | Journée | Adversaire    | Lieu | Résultat | Buteuses pour le FCFH-B                                    | Class. | Public |
| ------------ | ------- | ------------- | ---- | -------- | ---------------------------------------------------------- | ------ | ------ |
| 4 septembre  | 1       | FF Yzeure     | Dom. | 1 - 1    | Desmaretz 52e                                              | 5e     | 200    |
| 11 septembre | 2       | Lyon          | Ext. | 9 - 0    |                                                            | 9e     | 600    |
| 25 septembre | 3       | Juvisy        | Dom. | 0 - 9    |                                                            | 11e    | 300    |
| 2 octobre    | 4       | Vendenheim    | Ext. | 7 - 0    |                                                            | 11e    | 150    |
| 9 octobre    | 5       | Soyaux        | Dom. | 0 - 4    |                                                            | 12e    | 200    |
| 16 octobre   | 6       | Montpellier   | Dom. | 0 - 6    |                                                            | 12e    | 200    |
| 30 octobre   | 7       | Saint-Étienne | Ext. | 2 - 1    |                                                            | 12e    | 200    |
| 6 novembre   | 8       | Guingamp      | Dom. | 6 - 0    | Ancemot 31e 68e, Saïdi 55e 75e, Cousin 70e, Schepers 90+2e | 11e    | 150    |
| 13 novembre  | 9       | Muret         | Ext. | 2 - 3    | Cousin 2e, Saïdi 45e Declercq 62e                          | 10e    | 250    |
| 27 novembre  | 10      | Paris SG      | Dom. | 0 - 4    |                                                            | 10e    | 200    |
| 4 décembre   | 11      | Rodez         | Ext. | 3 - 1    | Saïdi 57e                                                  | 10e    | 250    |
| 11 décembre  | 12      | Lyon          | Dom. | 1 - 6    | Desmaretz 31e                                              | 10e    | 800    |
| 8 janvier    | 13      | Juvisy        | Ext. | 5 - 2    | Cousin 34e, Ancemot 61e                                    | 10e    | 300    |
| 15 janvier   | 14      | Vendenheim    | Dom. | 4 - 2    | Crammer 2e 30e, Desmaretz 8e, Saïdi 69e                    | 10e    | 150    |
| 23 janvier   | 15      | Soyaux        | Ext. | 0 - 1    | Desmaretz 23e                                              | 10e    | 150    |
| 5 février    | 16      | Montpellier   | Ext. | 5 - 1    | Cousin 9e                                                  | 10e    | 200    |
| 18 mars      | 17      | Saint-Étienne | Dom. | 1 - 0    | Crammer 29e                                                | 10e    | 200    |

## Statistiques

### Statistiques individuelles

#### Gardiennes de but
| Numéro | Nat. | Nom      | Division 1 | Division 1  | Division 1 | Division 1   | Coupe de France | Coupe de France | Coupe de France | Coupe de France | Total | Total       | Total  | Total        |
| Numéro | Nat. | Nom      | M.j.       | But inscrit | Averti     | Carton rouge | M.j.            | But inscrit     | Averti          | Carton rouge    | M.j.  | But inscrit | Averti | Carton rouge |
| 33     |      | Degorgue | 3          | -19         | 0          | 0            | 0               | 0               | 0               | 0               | 0     | 0           | 0      | 0            |
| 16     |      | Jacob    | 5          | -21         | 0          | 0            | 0               | 0               | 0               | 0               | 0     | 0           | 0      | 0            |
| 1      |      | Musin    | 9          | -32         | 0          | 0            | 0               | 0               | 0               | 0               | 0     | 0           | 0      | 0            |
| -      |      | Staquet  | 0          | 0           | 0          | 0            | 0               | 0               | 0               | 0               | 0     | 0           | 0      | 0            |